# Jean-Emmanuel Pondi
Jean-Emmanuel Pondi est un écrivain, universitaire et politologue camerounais.

## Biographie

### Enfance, éducation et débuts
Jean-Emmanuel Pondi est né le 26 novembre 1958 à Nkongsamba au Cameroun. Il obtient un baccalauréat B en 1977 à Lyon. En 1982, il est reçu en Master of Science, économie politique de la London School of Economics. En 1984 et 1986, il obtient un Master of Philosophy en relations internationales de l'université de Cambridge et un Ph.D. en sciences politiques de l'université d'État de Pennsylvanie.

### Carrière
Jean-Emmanuel Pondi commence sa carrière à l’Institut des relations internationales du Cameroun (IRIC). Il est assistant, enseignant de politique internationale, chargé de cours, enseignant de politique internationale, chef de service, secrétaire général, enseignant associé, maître de conférences et enfin directeur de l'IRIC.
Il est aussi professeur d'université et est secrétaire général à l'université de Yaoundé II et I au Cameroun. Il est régulièrement consulté comme chroniqueur politique sur les plateaux de télévision,.
Il est aussi professeur invité dans différentes institutions et officie également en qualité de consultant.

## Publications
Jean-Emmanuel Pondi est l'auteur de plusieurs publications :
- L'OUA : Rétrospective et perspectives africaines, Paris Economica, 1990, 338 pages.
- Relations internationales africaines : une bibliographie annotée de 20 années de recherche à l'IRIC, Genève, Institut des hautes études internationales, 1993, 228 pages.
- Comprendre la crise algérienne, Yaoundé, Les éditions du CRAC (Club de recherche et d’action culturelle), collection "Débats", 1995, 31 pages.
- Le Secrétaire général de l'OUA dans le Système international, préface d'Ibrahima Fall, Yaoundé, éditions CLE, 1996, 177 pages.
- Du Zaïre au Congo démocratique : Les fondements de la crise, Yaoundé, les éditions du CRAC, collection "Comprendre", 1997, 42 pages.
- Une lecture africaine de la guerre en Irak, Paris, éditions Maisonneuve et Larose, 2003, 242 pages.
- L'ONU vue d'Afrique, Paris, éditions Maisonneuve et Larose/Afrédit, 2005, 350 pages[4].
- Migrations et Diaspora : un regard africain

## Distinctions
- Commandeur des Palmes académiques françaises, 2003
- Chevening Scholar à l'Université de Cambridge, 1994

### Vie privée
Jean-Emmanuel Pondi est marié et père de deux enfants.